# Paraculeolus bicristatus
Paraculeolus bicristatus är en sjöpungsart som beskrevs av Vera Mikhaylovna Vinogradova 1970. Paraculeolus bicristatus ingår i släktet Paraculeolus och familjen lädermantlade sjöpungar. Inga underarter finns listade i Catalogue of Life.